# Meedia

Logo bis Januar 2022

Meedia (Eigenschreibweise: MEEDIA) ist ein Branchendienst zu Medienthemen.

## Geschichte
Die Website ging am 14. Juli 2008 online, als Herausgeber fungierte Dirk Manthey, der Gründer der Verlagsgruppe Milchstrasse, Chefredakteur war Georg Altrogge. Er legte sein Amt Ende Februar 2013 nieder. Ihm folgte Mitte Mai 2013 Christian Meier, der 2014 zur Tageszeitung Die Welt wechselte und im September 2013 nach einem Intermezzo bei Gruner + Jahr zurückkehrte.
Zum 1. April 2013 verkaufte Manthey Meedia an die Verlagsgruppe Handelsblatt, zum 1. Februar 2019 wurde Meedia an den Verlag BG Germany, ehemals G+J Entertainment Media, verkauft. Timo Busch stellte Meedia neu auf, holte Matthias Oden als Chefredakteur und verlegte den Redaktionssitz von Hamburg nach München. Er startete die gleichnamige Wochenzeitschrift, führte im Mai 2020 eine Paywall ein und übernahm Ende des Jahres gleich die Chefredaktion, nachdem Oden gegangen war. Chefredakteur war von 2021 bis Juni 2023 Stefan Winterbauer.
Im Jahr 2011 gab der Verlag an 1.580.775 Besuche und 3.473.309 Seitenabrufe zu haben. Nach eigenen Angaben erreichte die Meedia 2023 monatlich 265.000 Unique User und rund 35.000 Newsletter-Abonnenten.
2023 ist die Marke vom Salzburger Medienverlag Johann Oberauer GmbH gekauft worden. Der bisherige Verlag BG Germany hat im Juli 2023 Insolvenz beantragt und eröffnet. Laut Oberauer erreicht Meedia aktuell (Mai 2024) 117.000 Unique Visitors und 30.000 Newsletterabonnenten, letzter Chefredakteur war bis zu dessen Tod im Oktober 2024 Gregory Lipinski.